# Кілп'явр (селище)
Кілп'явр (рос. Килпъявр) — населений пункт  у Кольському районі Мурманської області Російської Федерації.
Населення становить 884 особи. Належить до муніципального утворення Междуреченське сільське поселення .

## Населення
| 2002 | 2010 |
| ---- | ---- |
| 1805 | ↘884 |